# 宍戸圭介
宍戸 圭介（ししど・けいすけ）は、日本の法学者（憲法・医事法・生命倫理・法哲学）。学位は法学博士（岡山大学・2013年）。岡山大学大学院教授。

## 略歴
- 2013年3月 - 岡山大学大学院文化科学研究科博士後期課程修了（博士（法学））[1]。
- 2013年4月 - 名古屋経済大学法学部講師
- 2014年4月 - 名古屋経済大学法学部准教授
- 2017年4月 - 名古屋経済大学法学部教授
- 2018年4月 - 岡山商科大学法学部教授
- 2019年4月 - 岡山商科大学法学部長
- 2023年4月 - 岡山大学大学院ヘルスシステム統合科学研究科教授

## 論文
- 宍戸圭介「臓器移植法の遺族の法的役割に関する憲法学的考察」岡山大学 博士論文(法学) 甲第4802号、2013年、NAID 500000576396。
- 宍戸圭介「応招義務を巡る今日的問題 : 渡航移植患者の受入拒否事例について」『岡山大学法学会雑誌』第68巻第3-4号、岡山大学法学会、2019年3月、382-362頁、ISSN 0386-3050、NAID 120006603066。
- 宍戸圭介「臓器移植法制におけるフランスの推定同意方式に関する検討」『文化共生学研究』第10号、岡山大学大学院文化科学研究科、2011年、131-144頁、ISSN 18809162、NAID 120002905945。
- 宍戸圭介「治治療中止における本人の同意と家族の要請―川崎協同病院事件（最高裁第三小法廷平成21年12月7日決定､判時2066号159頁）―」『岡山大学大学院社会文化科学研究科紀要』第30号、岡山大学大学院社会文化科学研究科、2010年11月、39-44頁、doi:10.18926/40873、ISSN 18811671、NAID 120002674394。
- 宍戸圭介「臓器移植法における遺族摘出拒否要件に関する憲法学的考察」『文化共生学研究』第9号、岡山大学大学院文化科学研究科、2010年、41-57頁、ISSN 18809162、NAID 120002310856。